# Sangmélima
Sangmélima este un oraș din Camerun, aflat pe malul râului Lobo.